# Districtul Dhalaa
Dhalaa este un district din provincia Oum El Bouaghi, Algeria.